# Mainz (Schiff, 1909)
Die Mainz war ein Kleiner Kreuzer der Kaiserlichen Marine, der im Ersten Weltkrieg zum Einsatz kam. Das zur Kolberg-Klasse gehörende Schiff lief 1909 vom Stapel und wurde im August 1914 im ersten Seegefecht bei Helgoland von britischen Kriegsschiffen versenkt.
Die Mainz war eines von vier Schiffen der Kolberg-Klasse, die zu Vergleichszwecken mit Turbinen verschiedener Bauart ausgerüstet wurden. Die Mainz erhielt dabei zwei Sätze von AEG-Curtiss-Turbinen und lediglich zwei Schrauben mit 3,45 m Durchmesser.

## Geschichte des Schiffs

### Vorkriegsgeschichte
Am 23. Januar 1909 erfolgte der Stapellauf in der Stettiner Vulcan-Werft. Der damalige Mainzer Oberbürgermeister Karl Göttelmann hielt die Festrede und taufte das Schiff auf den Namen Mainz. Im Anschluss blieben der erste Kommandant und der Bürgermeister in Kontakt.

„Die Besatzung wird stets bestrebt sein, dem Namen Mainz Ehre zu machen“

„Stolz auf ihr Patenkind wird die Stadt Mainz dem Schiffe allezeit eine freundliche Gesinnung bewahren und es auf allen seinen Fahrten mit den besten Wünschen begleiten“

Vor Kriegsbeginn spielte am Ostersonntag 1914 eine Mannschaftsauswahl des Kreuzers gegen den Fußballverein der namensgebenden Stadt. Die Auswahl verlor 1:3.

### Kommandanten
| Oktober 1909 bis Januar 1910                        | Fregattenkapitän Friedrich Tiesmeyer                                | 1869–19?? |
| Januar bis Februar 1910                             | Fregattenkapitän Hans von Abeken                                    | 1867–1945 |
| Februar bis Mai 1910                                | Wachkommando (Werftüberholung)                                      |           |
| Mai 1910                                            | Kapitän zur See Hans von Abeken                                     | 1867–1945 |
| Juni bis September 1910                             | Fregattenkapitän Wilhelm Timme                                      | 1867–1942 |
| September 1910 bis September 1912                   | Fregattenkapitän/Kapitän zur See Moritz von Egidy                   | 1870–1937 |
| Oktober 1912 bis Januar 1913 Juni bis November 1913 | Fregattenkapitän Heinrich Retzmann                                  | 1872–1959 |
| Januar bis Juni 1913                                | Kapitänleutnant/Korvettenkapitän Gustav Blockhuis (Werftüberholung) | 1875–1918 |
| November 1913 bis August 1914                       | Fregattenkapitän/Kapitän zur See Wilhelm Paschen                    | 1870–1914 |

### Kriegseinsatz

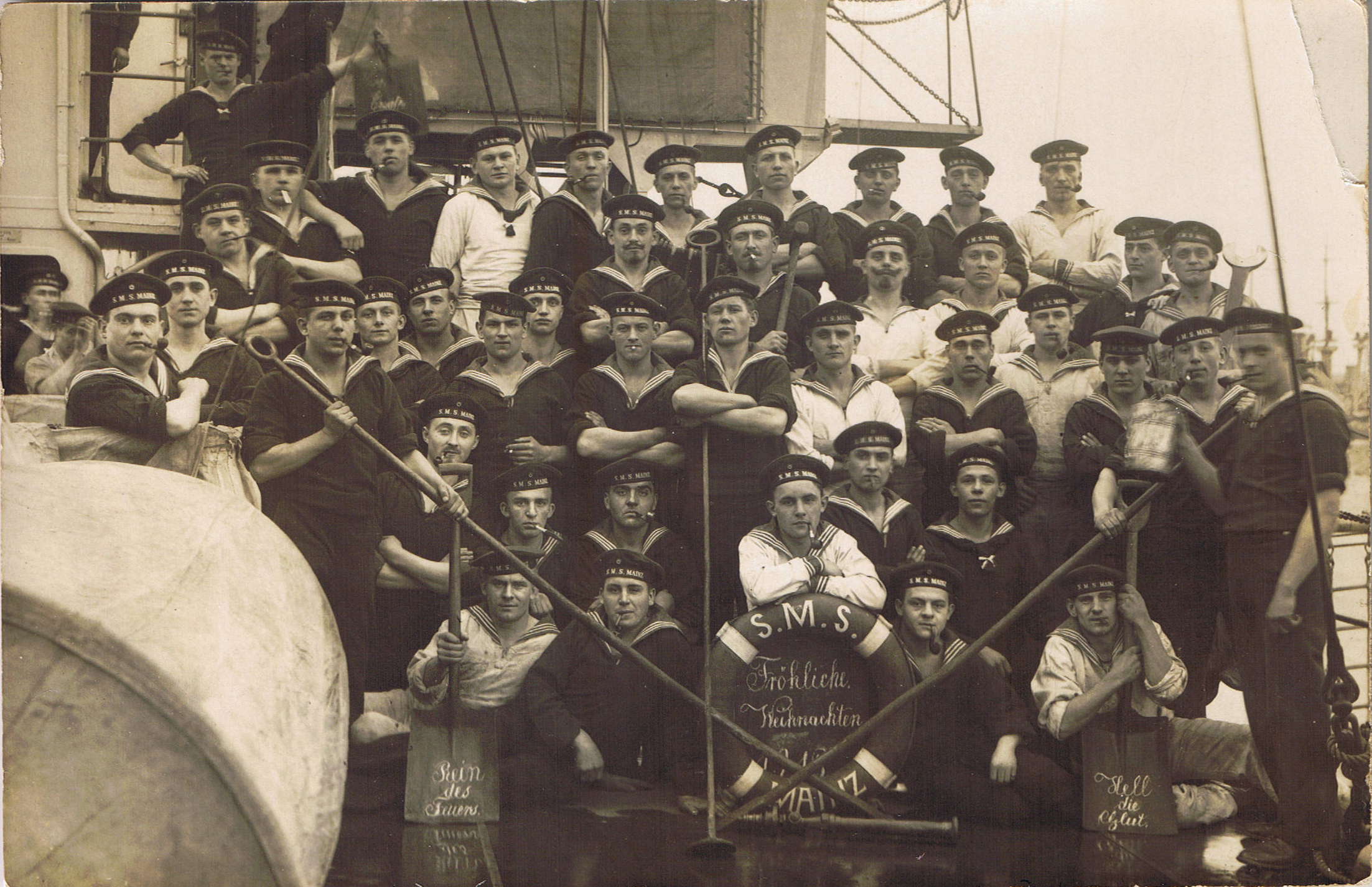
Weihnachten 1913

Bei Kriegsbeginn gehörte die Mainz zu einem Verband Kleiner Kreuzer, der zur Fernsicherung der deutschen Bewacher vor Helgoland diente. Die Schiffe dieses Verbandes lagen in der Ems, in Brunsbüttel und in Wilhelmshaven. Die Mainz unter Kapitän zur See Paschen war in der Mündung der Ems stationiert. In einer gewagten Nachtfahrt verminte die Mainz den Hafen von Kingston upon Hull.
Am Morgen des 28. August 1914 griffen britische Verbände die deutsche Bewacherkette vor Helgoland an. Die Mainz erhielt Befehl, zur Unterstützung auszulaufen, und verließ gegen 09:20 Uhr die Reede von Borkum. Die deutschen Schlachtkreuzer lagen zu dieser Zeit hinter der Barre der Innenjade, und da der Wasserstand noch zu niedrig war, konnten sie erst später auslaufen und somit nicht mehr in das Kampfgeschehen eingreifen.
Wegen mangelhafter Führung griffen die deutschen Kreuzer die feindlichen Schiffe einzeln an. Um 12:30 Uhr sichtete die Mainz mehrere britische Zerstörer und eröffnete das Feuer. Zwei Zerstörer wurden durch Torpedos getroffen. Um 12:45 Uhr kamen an Backbord plötzlich drei Kreuzer der Town-Klasse in Sicht, die zum 2. Leichten Kreuzergeschwader des Commodore William Goodenough gehörten. Die Mainz drehte sofort ab und lief mit Höchstfahrt nach Südwesten. Unglücklicherweise geriet sie dabei aber direkt in den Kurs von weiteren britischen Kriegsschiffen. Diesmal waren es die beiden Leichten Kreuzer Arethusa und Fearless sowie 33 Zerstörer der Harwich Force des Commodore Reginald Tyrwhitt.

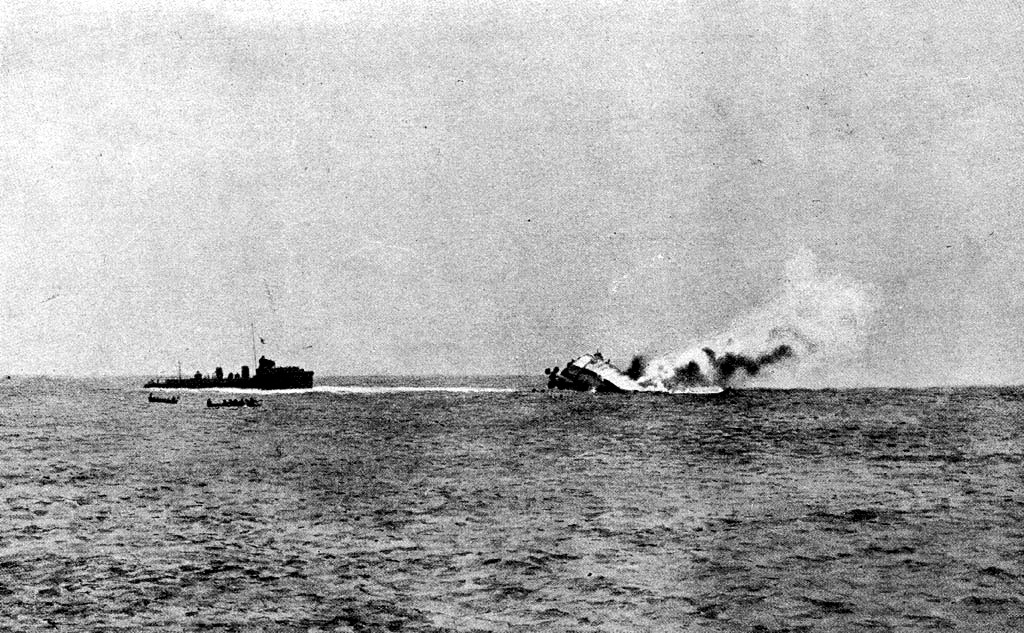
Der Untergang der Mainz

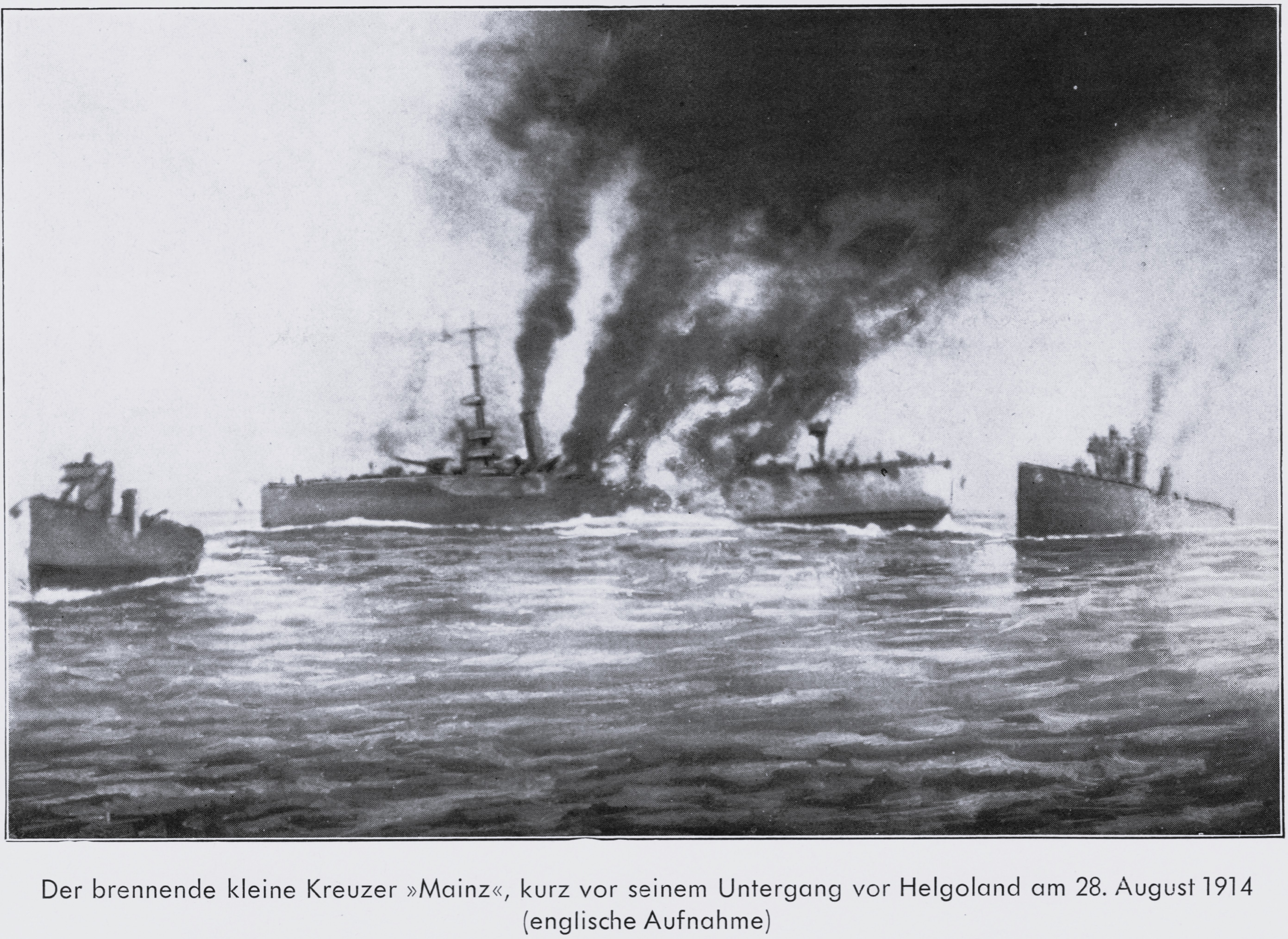
Der Untergang der Mainz

Während des folgenden Gefechts trafen drei Torpedos die Mainz. Sie detonierten zwar nicht, ließen aber die Dampfleitungen bersten und führten so zu vielen Ausfällen. Da die Steuerung des deutschen Kreuzers durch einen Treffer von der Fearless beschädigt wurde, konnte die Mainz nicht mehr entkommen. Die Briten stellten um 13:25 Uhr das Feuer auf das nunmehr kampfunfähige Schiff ein. Zu diesem Zeitpunkt waren Kapitän Paschen, der Bordarzt und 89 Seeleute bereits gefallen. Der Zerstörer Lurcher konnte 348 Überlebende retten. Unter ihnen befand sich auch der Sohn von Großadmiral Alfred von Tirpitz, Oberleutnant zur See Wolfgang von Tirpitz. Etwa 40 Minuten später kenterte und sank die Mainz auf Position 53° 58′ N, 6° 42′ O, also ca. 40 km nördlich der Insel Borkum, nachdem die Besatzung die Flutventile geöffnet hatte, um ihr Schiff nicht in die Hände der Briten fallen zu lassen. Später wurden die Überlebenden an das Schlachtkreuzergeschwader, das von Admiral David Beatty befehligt wurde, übergeben. Dieser begrüßte sie mit dem Signal: „Ich bin stolz, so tapfere Männer an Bord meines Geschwaders begrüßen zu dürfen“.

### Geschichte nach Untergang
In der Patenstadt Mainz kursierten zunächst nur Gerüchte über das Geschehen vor Helgoland. Eine Nachricht der Marineleitung brachte erst am 17. September 1914 Gewissheit für die Stadtverordneten. Am 9. Dezember des gleichen Jahres lag ein am Strand von Borkum gefundener Rettungsring der Mainz auf dem Beratungstisch der Mainzer Stadtverordnetenversammlung. Danach hielt der Mainzer Oberbürgermeister Karl Göttelmann bis zum Kriegsende sein Versprechen, sich um die Besatzung zu kümmern. Bargeld und Tabak wurden an die Kriegsgefangenen in England geschickt. Der Erlös eines Wohltätigkeitskonzert in der Garnisonkirche St. Peter ging an die Reichsmarinestiftung.
Das Wrack der Mainz wurde 2011 und 2015 von niederländischen Hobbytauchern aufgesucht und dabei geplündert. Nach völkerrechtlichen Bestimmungen ist das Wrack ein Seekriegsgrab mit den sterblichen Überresten von 89 Besatzungsmitgliedern und daher ist eine Bergung und Plünderung verboten. Es wurde Anzeige wegen der Störung der Totenruhe erstattet. Im August 2015 tauchten Mitglieder des niederländischen Sporttauchvereins „Duikteam Zeester“ am Wrack der Mainz und entfernten Artefakte, darunter einen Sextanten, den Maschinentelegrafen und ein Visier für eines der Geschütze. Die Bundespolizei untersuchte den Vorfall. Die deutsche Polizei ermittelte drei Jahre lang gegen das Tauchteam und suchte nach den Artefakten. Schließlich erzielten die Taucher und die deutsche Regierung im August 2018 eine Einigung, wonach die Taucher als Entdecker des Wracks anerkannt werden und im Gegenzug die Artefakte zurückgeben, die sie aus dem Wrack entnommen hatten. Die Gegenstände sollten im Militärhistorischen Museum der Bundeswehr in Dresden ausgestellt werden.
2021 wurde im Rahmen des von der Europäischen Union geförderten Forschungsprojektes „North Sea Wrecks“ untersucht, ob aus der Mainz gefährliche bzw. umweltbelastende Schadstoffe austreten. Unter der Leitung des Meeresbiologen Matthias Brenner vom Alfred-Wegener-Institut machten Taucher Filmaufnahmen von dem Wrack, nahmen Wasser- und Sedimentproben und stellten Käfige mit Miesmuscheln auf. Die Miesmuscheln wurde später wieder geborgen und ebenfalls zur Schadstoffanalyse ins Labor gebracht.

## Denkmäler
Ein erstes Kriegsdenkmal für die Gefallenen der Mainz wurde in der Kaserne Mitte auf Borkum aufgestellt.
In Mainz wurde am Sonntag, 27. August 1939, ein aus rotem Sandstein gefertigtes Denkmal am Rheinufer errichtet, das an die Mainz und ihren Einsatz erinnert. Nur von der Kaimauer am Rhein aus ist der Schriftzug »SEEFAHRT IST NOT« zu erkennen, der an den 1913 erschienenen Roman Seefahrt ist not! des Schriftstellers Gorch Fock erinnert.
- Denkmal am Rheinufer in Mainz 50° 0′ 1″ N, 8° 16′ 43″ O

Denkmal am Rheinufer in Mainz
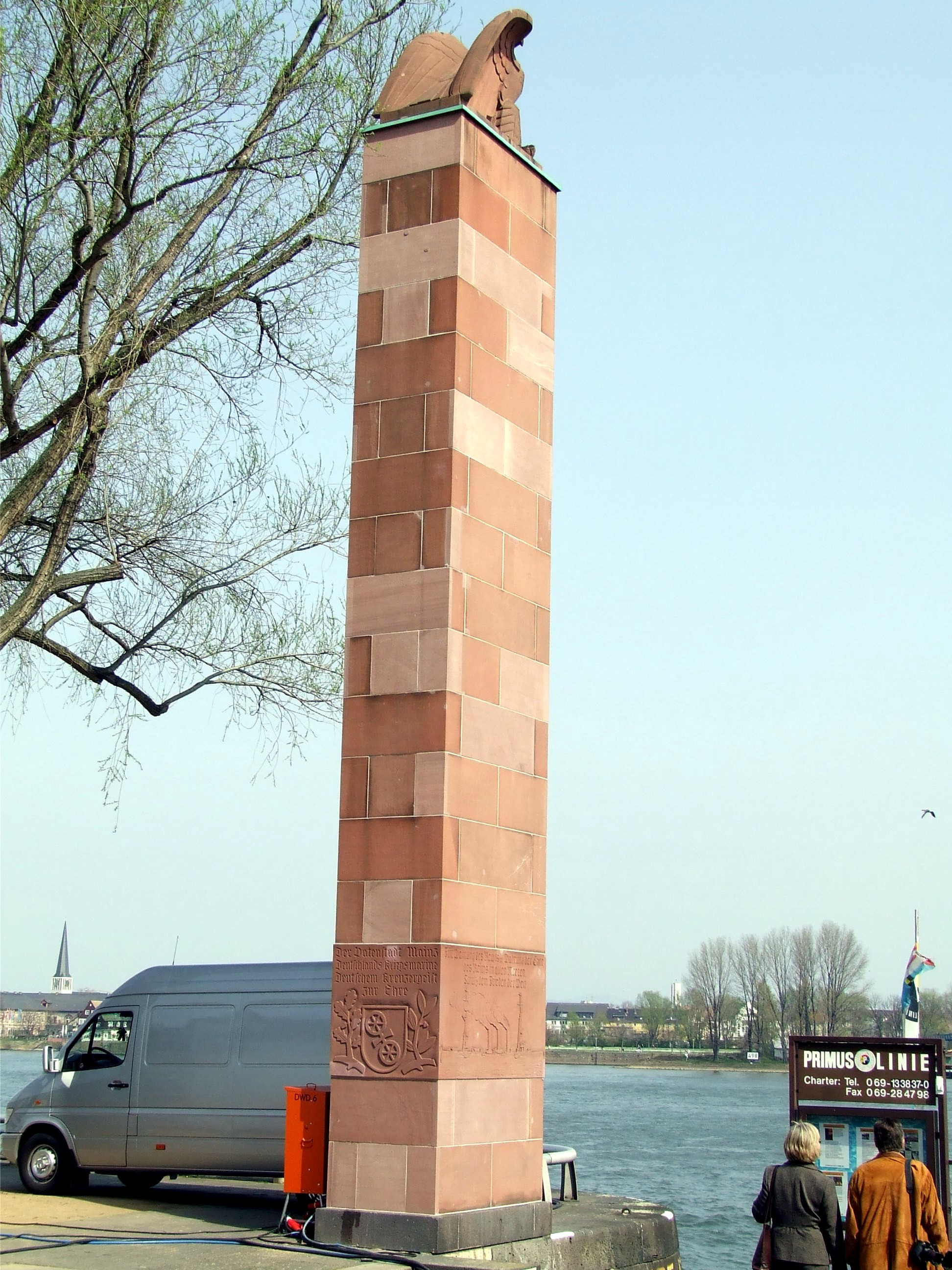
Totalansicht des Denkmals
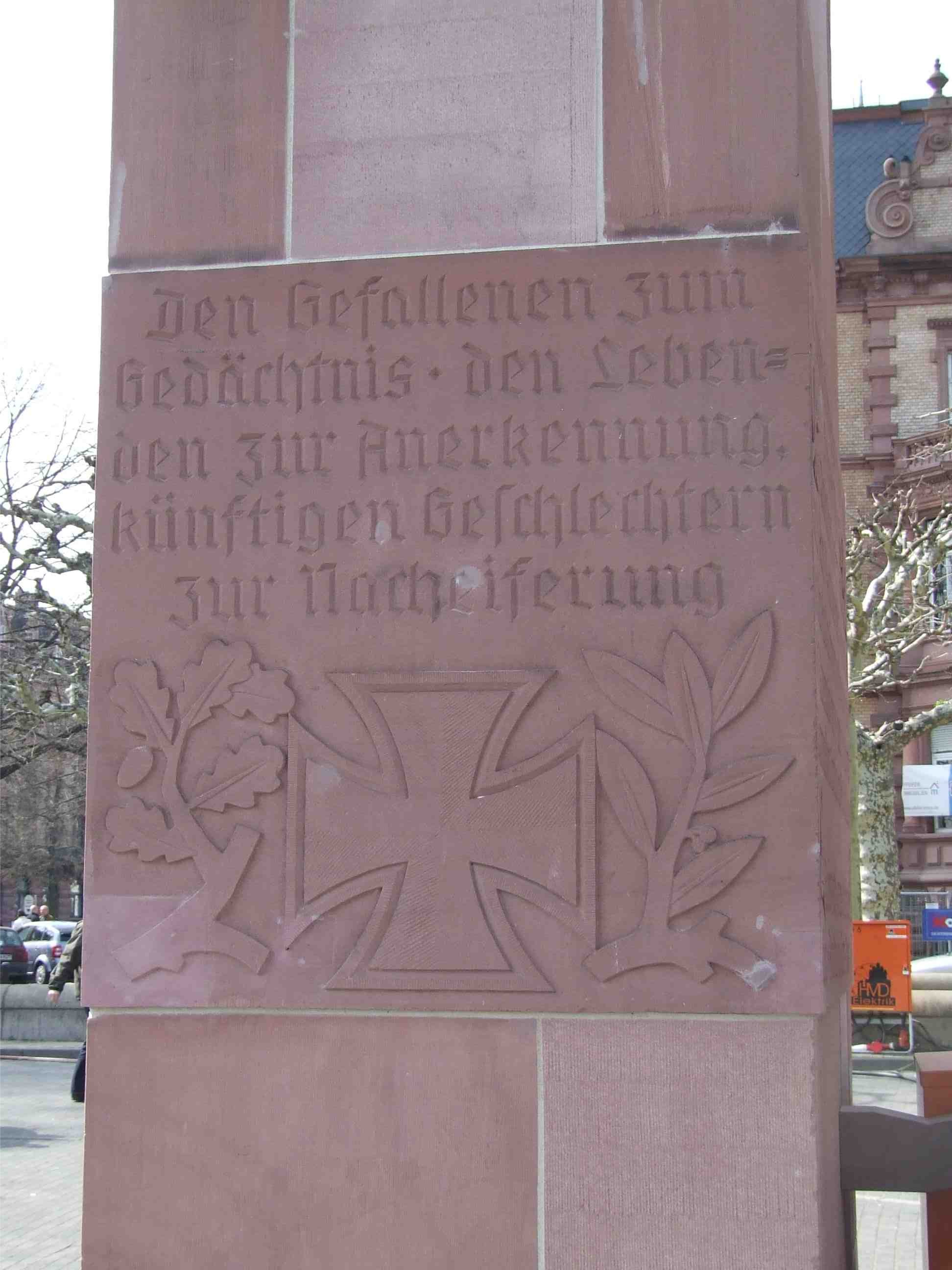
Text: "Den Gefallenen zum Gedächtnis – den Lebenden zur Anerkennung, künftigen Geschlechtern zur Nacheiferung."
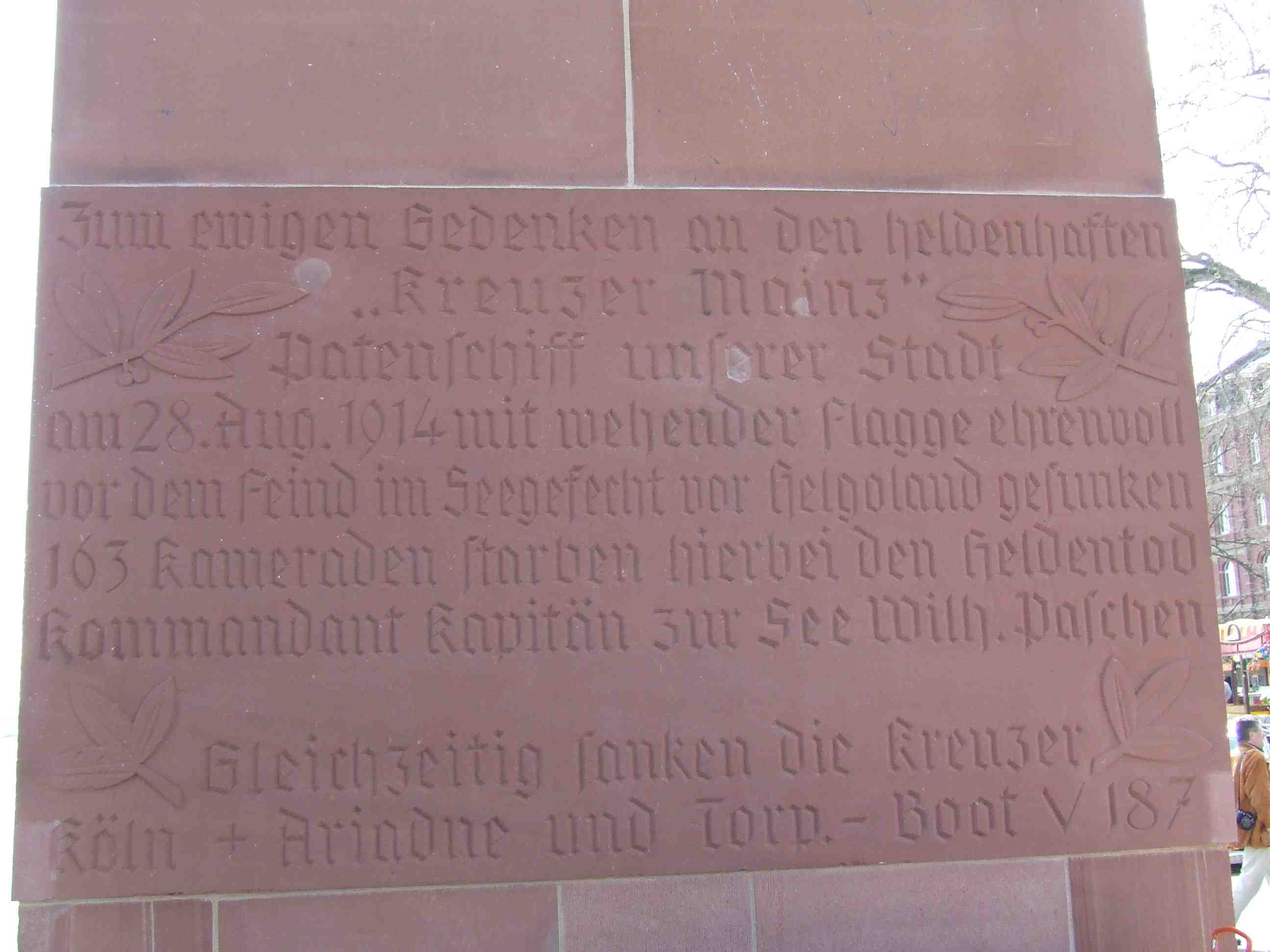
Text: "Zum ewigen Gedenken an den heldenhaften „Kreuzer Mainz“ Patenschiff unserer Stadt / am 28. August 1914 mit wehender Flagge ehrenvoll vor dem Feind im Seegefecht vor Helgoland gesunken / 163 Kameraden starben hierbei den Heldentod / Kommandant Kapitän zur See Wilh. Paschen // Gleichzeitig sanken die Kreuzer Cöln + Ariadne und Torp.-Boot V187"
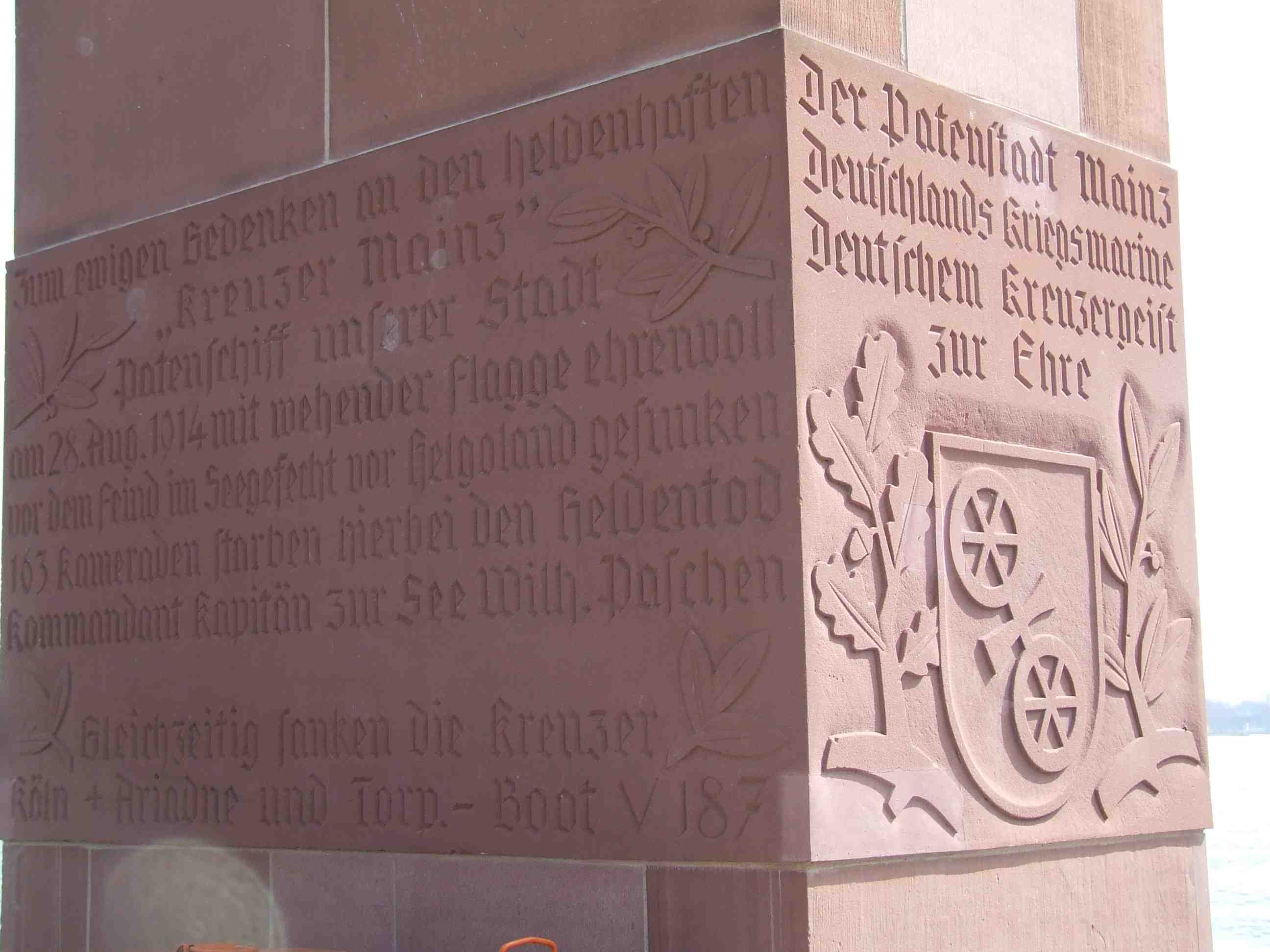
Text: "Der Patenstadt Mainz / Deutschlands Kriegsmarine / Deutschem Kreuzergeist zur Ehre."
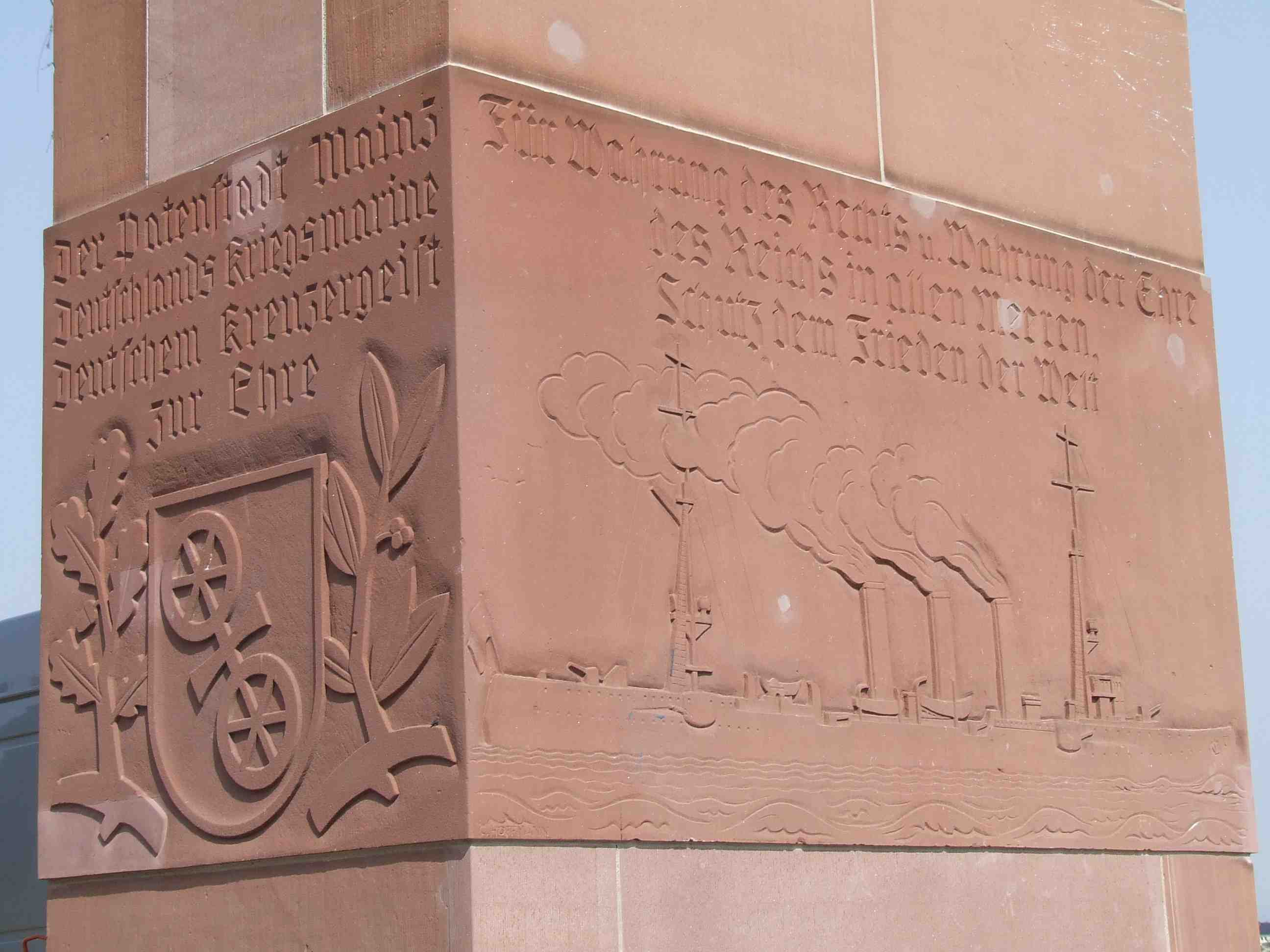
Text: "Für Wahrung des Rechts u. Wahrung der Ehre des Reichs in allen Meeren. Schutz dem Frieden der Welt."

Ein weiteres Denkmal zu diesem Ereignis findet sich auf dem Friedhof von Süderende auf Föhr. Dort sind die sterblichen Überreste zweier Matrosen beigesetzt, die nach dem Untergang der Mainz am Ufer der Insel angespült wurden.

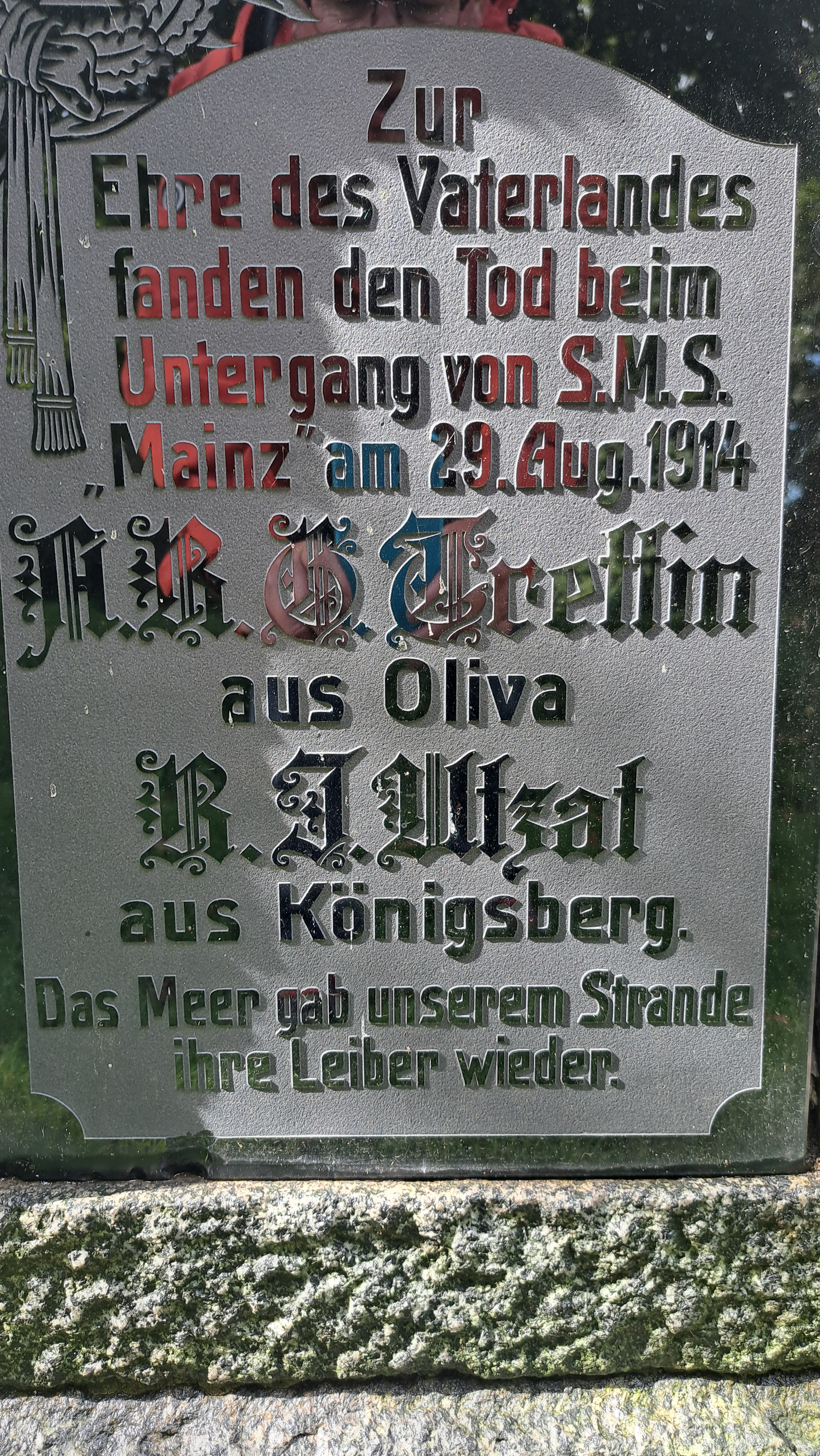
Gedenkstein auf dem Friedhof Süderende (Föhr) für zwei Opfer des Untergangs des S.M.S. Mainz 1914